# Francesco Crasso
Francesco Crasso (né en 1500 à Milan, dans l'actuelle région de Lombardie, alors dans le duché de Milan et mort le 29 août 1566 à Rome) est un cardinal italien du XVIe siècle.

## Biographie
Crasso est notamment sénateur de Milan, conseiller du duc de Milan, gouverneur de Sienne et gouverneur de Crémone. Il entre dans l'état ecclésiastique après la mort de sa femme et va à Rome. Le pape Pie IV, un bon ami, le nomme protonotaire apostolique participantium, référendaire du tribunal suprême de la Signature apostolique, auditeur à la Rote romaine et gouverneur de Bologne.
Crasso est créé cardinal par le pape Pie IV lors du consistoire du 12 mars 1565. Le cardinal Crasso participe au conclave de 1565-1566 (élection de Pie V).